# 葉月智子
葉月 智子（はづき ともこ、1998年〈平成10年〉5月12日 - ）は、スターダストプロモーションに所属する日本のタレント・女優・歌手である。アイドルユニット『3B junior』『リーフシトロン』に所属し、2018年11月3日の公演を最後にアイドルを卒業。現在はタレント・女優として活動中。
2024年9月30日付でスターダストプロモーションを退所した。

2025年2月1日よりAUNNに正式所属となった。

## 人物
- ニックネーム：ちょもちゃん[4]。
- 趣味：食べ歩き[4]、お菓子作り[1]。
- 特技：ほっぺがよく伸びること[4]。
- 習い事：油絵（幼稚園〜小3）、習字（小1〜小4）[4]。
- 部活動：ヨガ同好会（中1〜中2）[4]。
- 元「アイドルカレッジ」の影澤里南は高校時代の同級生[5]。

## 略歴

### 2013年
- 12月 - 東京都港区・品川ステラボールにて、澪風、中原咲耶、栗本柚希、小島はな、市川優月、鈴木萌花、播磨怜奈らとスターダストプロモーションのオーディション第一審査を受ける[6]。

### 2014年
- 3月15日 - ももいろクローバーZ「ももクロ春の一大事 2014 国立競技場大会 ～NEVER ENDING ADVENTURE 夢の向こうへ～」（場所：東京都新宿区・国立競技場）に現3B juniorのメンバーとして出演。バックダンスを披露。これが現3B juniorの初披露であり、初めての出演となる。
- 11月8日 - フジテレビ「MUSIC FAIR」に現3B juniorのメンバーとして出演。「七色のスターダスト」で南こうせつ、ももいろクローバーZと共演。これが初めてのテレビ出演となる[7]。
- 11月24日 - ももいろクローバーZ「女祭り2014 ～Ristorante da MCZ」の男性限定ライブビューイング「女祭り2014 メンズ限定非公式のぞき見大会『サンクチュアリ』」（場所：東京都千代田区・東京国際フォーラム）のオープニングアクトに現3B juniorのメンバーとして出演[8]。
- 12月6日 - 「ももクリ2014事前物販」（場所：幕張メッセ）の有料観覧ステージに現3B juniorとして出演。
- 12月8日 - リーフシトロン結成[9][10]。

### 2015年
- 1月8日 - スターダストプロモーション芸能3部による、ふじいとヨメの7日間戦争にて「俺の3B junior in 日本青年館（スタート）」（場所：東京都新宿区・日本青年館）に出演。これが現3B juniorの初めての単独公演となる。葉月智子と栗本柚希からなるリーフシトロンを初お披露目、デビュー曲「ゆめかなエール」を初披露[11]。
- 1月25日 - 3B junior初の冠番組である、「3B junior の星くず商事」（BS朝日）にレギュラーとして出演開始[注 1]。
- 4月25日 - 3B junior 第1回定例公演（場所：埼玉県・西武園ゆうえんち）に出演。この日から3B juniorの定例公演が始まる[1]。
- 7月11日 - 3B junior 第6回定例公演（場所：埼玉県・西武園ゆうえんち）でリーフシトロン2番目のオリジナル曲「たんぽぽ」を初披露[1]。
- 8月14日 - 3B juniorのホールコンサート「浅草大歌謡ショー」(場所：東京都台東区・浅草公会堂)に出演[12]。
- 11月14日 - 3B junior 第12回定例公演（場所：埼玉県・西武園ゆうえんち）でリーフシトロン3番目のオリジナル曲「青春ペダル」を初披露[1]。

### 2016年
- 1月14日 - リーフシトロン単独フリーライブを実施・出演（場所：東武百貨店池袋店）。これがリーフシトロン単独として初めてのフリーライブとなる[1]。
- 1月19日 - リーフシトロン単独フリーライブを実施・出演。ももいろクローバーZの「いつか君が」をカバーし初披露（場所：ニッポン放送イマジンスタジオ）[1]。
- 1月19日 - テレ朝動画LoGiRL 川上アキラの人のふんどしでひとりふんどし#36「ももクロの舞台裏を暴露！」にリーフシトロンとして栗本柚希と出演。これがリーフシトロンとして初めてのLoGiRLへの出演となる。
- 3月28日 - マジェスティックセブンとリーフシトロンで興業ライブ（場所：東京都渋谷区・原宿アストロホール）を実施・出演。ももいろクローバーZの「CONTRADICTION」をカバーし初披露[1]。
- 7月16日 - ニッポン放送主催「ミュージックパーク ～Girls ＆ Music Theater Vol.2～」（場所：新宿区・新宿ReNY）にリーフシトロンとして出演。これがリーフシトロン初の対バンライブとなる[13]。
- 8月14日 - 3B juniorのホールコンサート「浅草大歌謡ショー〜2016リベンジの夏〜」(場所：東京都台東区・浅草公会堂)でリーフシトロン4番目のオリジナル曲「玉乗りピエロとアールグレイ」を初披露。衣装も一新[14]。
- 9月6日 - リーフシトロン単独ライブ第1部「晩夏のごあいさつ」(場所：東京都豊島区・シアターグリーン BASE THEATER)を実施・出演。これがリーフシトロン単独として初めての興業ライブとなる[15]。
- 9月6日 - リーフシトロン単独ライブ第2部「アンプラグド・リーフシトロン」(場所：東京都豊島区・シアターグリーン BASE THEATER)を実施・出演。ギタリストの植田浩二をゲストに招きアンプラグドに初挑戦、観客を魅了した[15]。
- 10月21日 - リーフシトロン路上ライブ vol.1(場所：埼玉県・大宮駅西口アルシェ前(2Fコンコース))を実施。念願の初路上ライブとなる[16]。
- 11月10日 - リーフシトロン路上ライブ vol.3(場所：埼玉県・大宮駅西口アルシェ(1Fソフマップ前))を実施。「リーフシトロンの歌」を初披露[17]。
- 12月15日 - 「真冬の大決闘～クリスマスなんて大っキライ！！」に出演。(場所：東京都豊島区・シアターグリーン BIG TREE THEATER)に出演。3B junior内のユニット対抗戦で、葉月の喉が不調の中、リーフシトロンが優勝を果たす[16]。
- 12月31日 - ガチンコ3/3B seniorサロンコンサート(場所：神奈川県・パシフィコ横浜国立大ホール)に3B seniorとして雨宮かのん、うらん、奥澤レイナ、斎藤夏鈴、中村優、華山志歩、栗本柚希、澪風らと出演[18]。

### 2017年
- 2月27日 - 「Takanori Music Revolution」（CS放送フジテレビNEXT)第5回放送の『Re:PRODUCTS』に出演。キーボーディスト宗元康兵と共演。「INVOKE」(T.M.Revolution)をバラードで歌う。これもまた好評価であった。T.M.Revolution西川貴教とのトークもあり。このとき西川貴教と「INVOKE」の引き語りが出来るようになったら再度出演させてもらう約束をする[19]。
- 3月10日 - リーフシトロン路上ライブ vol.4(場所：埼玉県・大宮駅西口アルシェ前(1Fソフマップ前))を実施。後半2曲、音組の協力を得て、ゲストにキーボーディスト宗元康兵を迎え「INVOKE」(T.M.Revolution)と「ゆめかなエール」を歌唱[20]。
- 3月20日 - 「キラメキ ミュージックスター」（FM NACK5）(場所：埼玉県・大宮駅西口アルシェ(5F HMV内スタジオ))に出演。これが初めてのラジオ出演となる[21]。
- 3月24日 - リーフシトロン路上ライブ vol.5(場所：埼玉県・大宮駅西口アルシェ前(1Fソフマップ前))を音組とタイアップし、ゲストにギタリスト植田浩二を迎え実施。栗本柚希と葉月智子の弾き語りで「夢の中へ」を初披露。植田浩二、栗本柚希と共に弾き語りで「たんぽぽ」も披露した[21]。
- 5月21日 - 「H.I.P.×シブヤテレビジョン presents チョコレート バナナ、スペシャルサンデー!!」(場所：東京都渋谷区・TSUTAYA O-WEST、TSUTAYA O-nest)に出演。栗本柚希と弾き語りで「夢の中へ」、「たんぽぽ」を披露。これが対バンにおける初めての引き語り披露となる。このとき初めて譜面を見ずに演奏する[22]。
- 7月15日 - GIRL'S FACTORY NEXT DAY2第2部 コアラ.ガールズ フェス「Co. à la FACTORY」にリーフシトロンとして出演。リーフシトロン6番目のオリジナル曲で自身作詞の「涙雨で咲いた花」を初披露[23]。

### 2018年
- 3月10日 - 月刊アイドル祭 VOL.7（場所：東京都江東区・フジさんのヨコ（フジテレビ本社屋7F））にリーフシトロンとして出演。リーフシトロン7番目のオリジナル曲「夢見がちのバニー」を初披露[24]。
- 4月14日 - 月刊アイドル祭 VOL.8（場所：東京都江東区・フジさんのヨコ（フジテレビ本社屋7F））にリーフシトロンとして出演。第2部においてリーフシトロン8番目のオリジナル曲「雨のテラス」を初披露[25]。特典会終了後、会場隣のフジテレビショップ「フジさん」にて、奥澤村の中村優と共に、1日店長を務める[26]。
- 7月28日 - 夏S（場所：埼玉県・メットライフドーム）に出演[1]。
- 8月3日～5日 - TOKYO IDOL FESTIVAL 2018 IDOL SUMMER JAMBOREE ACOUSTIC（場所：東京都江東区・お台場・青海周辺エリア）に出演[1]。
- 8月26日 - @JAM EXPO 2018（場所：神奈川県・横浜アリーナ）に出演[1]。
- 10月6日 - 「道玄坂FINAL COUNTDOWN〜さよならの向こう側〜」DAY1：リーフシトロン「Last Date」（場所：東京都渋谷区・TSUTAYA O-Crest）に出演。この日をもってリーフシトロンは解散となる[1]。
- 10月20日 - 3B junior 「Fork in the road of fate」（場所：東京都渋谷区・SHIBUYA CLUB QUATTRO）に出演。3B juniorを卒業するメンバーが発表される[1]。
- 11月3日 - 3B junior「Cell Division～細胞分裂～」（場所：東京都目黒区・恵比寿ザ・ガーデンホール）に出演。「Sneaker's Delight」を初披露。この日をもって3B juniorは解散となる[1]。

## リーフシトロンとしての活動

### テレビ
- Takanori Music Revolution#5 Re:PRODUCTS（フジテレビNEXT） 2017年2月27日放送
- GIRL'S FACTORY NEXT DAY2 第２部 コアラ.ガールズ フェス「Co. à la FACTORY」（フジテレビNEXT） 2017年7月15日放送
- @JAM EXPO 2017～ピーチステージ（CS放送アイドル専門チャンネルPigoo） 2017年11月11日放送
- TOKYO IDOL FESTIVAL 2018 SPエディションDAY1-① SKY STAGE（フジテレビNEXT） 2018年9月3日放送

### ラジオ
- キラメキ ミュージックスター（FM NACK5） 2017年3月20日放送
- HITS ONE powered by Billboard JAPAN（TS ONE） 2017年3月27日放送
- カメレオンパーティ（FM NACK5） 2017年4月16日放送

### インターネットメディア
- 「川上アキラの人のふんどしでひとりふんどし #36」2016年1月19日配信分
- HUSTLE PRESS「おっかけ！3B junior リーフシトロン、ふわっと初登場！」2016年5月23日掲載 - ウェイバックマシン（2016年5月26日アーカイブ分）
- B.L.T.10月号 3B junior連載「リーフシトロン プチ漫才！」2016年10月13日掲載
- A応P,あゆみくりかまき,GANG PARADE ほか「アイドル横丁夏まつり!!2018」1日目/3番地ステージ（ニコニコ生放送）2018年7月7日配信分
- TOKYO IDOL FESTIVAL2018/SKY STAGE生中継DAY1（ニコニコ生放送）2018年8月3日配信分

### 雑誌
- 「3年B組あおぞら教室 ～with ぽんこつ先生～ 1stシーズン・自己PR&祈祷シリーズVOL.1」『月刊B.L.T. 1月号』Vol.220、東京ニュース通信社、2016年1月24日。
- 「3年B組あおぞら教室 ～with ぽんこつ先生～ 漫才挑戦編」『月刊B.L.T. 10月号』Vol.231、東京ニュース通信社、2016年10月24日。

## 3B juniorとしての活動

### テレビ
- MUSIC FAIR（フジテレビ)2014年11月8日放送
- 3B juniorの星くず商事（2015年1月25日・2月1日、BS朝日）
- TOKYO IDOL FESTIVAL 2015 Day2（BSスカパー!）2015年8月2日放送
- あたしの音楽（フジテレビNEXT）2015年10月17日放送
- HOT WAVE（テレビ埼玉） 2016年1月31日放送
- あたしの音楽（フジテレビNEXT）2016年3月31日放送
- 清塚信也のガチンコ3B junior 第2回！（フジテレビNEXT）2016年5月19日放送
- TOKYO IDOL FESTIVAL 2016 <DAY1>第2部（フジテレビNEXT）2016年8月5日放送
- TOKYO IDOL FESTIVAL 2016 <DAY2>第2部（フジテレビNEXT）2016年8月6日放送
- TOKYO IDOL FESTIVAL 2016 <DAY3>第1部（フジテレビNEXT）2016年8月7日放送
- あたしの音楽（フジテレビNEXT）2016年8月25日放送
- 清塚信也のガチンコ3B junior 第7回！（フジテレビNEXT）2016年10月20日放送
- ガチンコ3/3B seniorサロンコンサート（フジテレビNEXT） 2016年12月31日放送
- @JAM×ナタリー EXPO 2016～ブルーベリーステージ（アイドル専門チャンネルPigoo）2017年1月7日放送
- @JAM×ナタリー EXPO 2016～ストロベリーステージ（アイドル専門チャンネルPigoo）2017年1月8日放送
- 清塚信也のガチンコ3B junior 第10回！（CS放送フジテレビNEXT）2017年1月19日放送
- 清塚信也のガチンコ3B junior 第12回！（CS放送フジテレビNEXT）2017年3月30日放送
- 清塚信也のガチンコ3B junior 第14回！（CS放送フジテレビNEXT）2017年5月25日放送
- HOT WAVE（テレビ埼玉）2017年5月28日放送
- 清塚信也のガチンコ3B junior 第15回！（CS放送フジテレビNEXT）2017年6月15日放送
- HOT WAVE（テレビ埼玉）2017年8月27日放送
- 清塚信也のガチンコ3B junior 第18回！（CS放送フジテレビNEXT）2017年8月31日放送
- TOKYO IDOL FESTIVAL 2017 SPエディション#4（CS放送フジテレビNEXT）2017年9月11日放送
- HOT WAVE（テレビ埼玉）2017年9月24日放送
- ももクロChan〜Momoiro Clover Z Channel〜（テレビ朝日）2017年11月21日放送
- STARDUST PLANET プレゼンツAKIBAカルチャーズ定期公演 ～スタプラメンバーが笑顔と元気をお届け！ネクストジェネレーションズLIVE～（CS放送アイドル専門チャンネルPigoo）2018年1月18日放送
- 特番「ニューイヤープレミアムパーティー2018～New Year Stage」（CS放送アイドル専門チャンネルPigoo）2018年2月24日放送
- 坂崎幸之助のももいろフォーク村！第85夜「彩高ヒットスタジオデラックス」！（CS放送フジテレビNEXT）2018年6月7日放送
- TOKYO IDOL FESTIVAL 2018 SPエディションDAY1-② SMILE GARDEN（CS放送フジテレビNEXT）2018年9月4日放送
- 真夏のアイドル大博覧会 @JAM EXPO 2018 ストロベリーステージ完全スペシャル！！DAY2（CS放送アイドル専門チャンネルPigoo）2018年10月20日放送

### インターネットメディア
- HUSTLE PRESS「おっかけ！3B junior 個々のメンバーにロックオン④」2015年11月18日掲載 - ウェイバックマシン（2015年11月21日アーカイブ分）
- HUSTLE PRESS「おっかけ！3B junior "季節はずれのクリスマス"の年またぎレポート」2016年1月9日掲載 - ウェイバックマシン（2016年1月14日アーカイブ分）
- HUSTLE PRESS「おっかけ！3B junior 葉月智子」2016年7月18日掲載 - ウェイバックマシン（2016年9月18日アーカイブ分）
- ソラトニワ原宿BODYSLAM 2016年10月1日配信
- HUSTLE PRESS「おっかけ！3B junior 葉月智子」2017年2月14日掲載 - ウェイバックマシン（2020年9月26日アーカイブ分）
- HUSTLE PRESS「3B junior 原色図鑑 zero」2017年2月18日掲載 - ウェイバックマシン（2018年4月19日アーカイブ分）
- HITS ONE (TS PLAY) 2017年3月27日配信
- 「川上アキラの人のふんどしでひとりふんどし #92」2017年5月29日配信分
- HUSTLE PRESS「HaaaaaN zero 葉月智子①」2017年10月14日掲載 - ウェイバックマシン（2017年11月20日アーカイブ分）
- HUSTLE PRESS「3B junior 原色図鑑 zero」2017年10月24日掲載 - ウェイバックマシン（2018年1月24日アーカイブ分）
- HUSTLE PRESS「HaaaaaN zero 葉月智子②」2017年11月9日掲載
- HUSTLE PRESS「HaaaaaN zero 葉月智子③」2017年11月27日掲載
- HUSTLE PRESS「HaaaaaN zero 葉月智子④」2017年12月9日掲載 - ウェイバックマシン（2018年3月14日アーカイブ分）
- 3B junior「やるっきゃないっショー」（ニコニコ生放送）2018年2月4日配信分
- 「ももクロ・エビ中緊急生特番！STARDUST PLANET発足記念大感謝パーティー」（AmebaGOLDチャンネル）2018年2月17日配信分
- 「ももクロ・エビ中緊急生特番！スタプラアイドル48名未公開アフタートーク！」（AmebaGOLDチャンネル）2018年2月17日配信分
- 【=LOVE,バンもん,夢アド,3B juniorほか出演】@JAM 2018ライブ独占生中継2018年5月26日配信分
- 佐々木彩夏他 TOKYO IDOL FESTIVAL 2018 "SMILE GARDEN" 独占生中継DAY1（ニコニコ生放送）2018年8月3日配信分
- AKB48他 TOKYO IDOL FESTIVAL 2018 "SMILE GARDEN" 独占生中継DAY2（ニコニコ生放送）2018年8月4日配信分
- TOKYO IDOL FESTIVAL2018/SKY STAGE生中継DAY3（ニコニコ生放送）2018年8月5日配信分
- 3B junior「Cell Division〜細胞分裂〜」独占生中継（ニコニコ生放送）2018年11月3日配信分

### 雑誌
- 「巫女さん3Bjunior27人が勢ぞろい！」『月刊B.L.T. 2月号』Vol.209、東京ニュース通信社、2015年2月24日。。
- 「School Girls Book 2015 capital side」、東京ニュース通信社、2015年10月20日。
- 「3B JUNIORパーフェクトガイド」『OVERTURE』Vol.005、徳間書店、2016年1月5日。。
- 「3年B組あおぞら教室 ～with ぽんこつ先生～VOL.6 特別編・リーダー×初対談」『月刊B.L.T. 6月号』Vol.226、東京ニュース通信社、2016年6月24日。
- 「総勢26名の特殊部隊"3B junior"」、『TOP Yell』2016.NOV、竹書房、2016年10月6日。
- 「3B junior」、『日経エンタテイメント！ アイドル special 2018 冬』、日経BP社、2017年11月29日。
- 「スターダストプラネット公式Special Book」、日経BP社、2018年7月19日。

## 出演

### 映画
- Netflix「赤ずきん、旅の途中で死体と出会う。」（2023年9月、監督：福田雄一）[27]

### 舞台
- toshiLOG「ZERO 公安警察特殊部隊『霧組』[28]」（2019年6月12日 - 16日、新馬場・六行会ホール） - スミレ 役
- LIVEDOGプロデュース「013ゼロイチサン[29]」TeamGIRL（2019年9月21日 - 29日、新宿村LIVE） - ハッカ 役
- アリスインプロジェクト「アリスインアリスinデッドリースクール[30]」（2019年12月12日 - 23日、池袋・シアターKASSAI） - W主演 墨尾優 役
- Girls feather「サンサーラ式葬送入門-普賢篇-」Bチーム（2021年2月5日 - 14日、池袋・シアターKASSAI） - 少女・聖藍子 役
- 朗読劇「私の道しるべプロジェクト vol.2『ジンセイゲーム』」（2021年4月9日 - 11日、下落合・シアター風姿花伝） - 天使 役[31]
- UDA☆MAP「ガールズトーク☆アパートメント2020[32]」（2021年6月16日 - 21日、池袋・シアターKASSAI） - 垂直類 役[33]
- イマシブ『アンダーグラウンド・アンソロジー[34]』「Stalemate-ステイルメイト」（2021年7月22日 - 25日、池袋・シアターKASSAI） - ニッキー 役
- BIGUP  STAGE「 INFINITY〜無限のレクイエム」（2021年10月19日 - 24日、池袋・シアターグリーン BIG TREE THEATER） - 千葉さな子 役[35]
- K-FARCE「雨のち晴れ」（2021年12月1日 - 5日、池袋・シアターグリーン BASE THEATER） - 大塚晴美 役[36]
- ILLUMINUS×劇団6番シードコラボ「星の少年と月の姫」（2022年1月12日 - 16日、池袋・シアターKASSAI） - ナズル 役[37][38]
- Funny Lollipop Monster「歌唱戦隊ライブレンジャー〜4thシングル ヒカリ〜」（2022年3月10日 - 13日、三鷹・武蔵野芸能劇場） - 白馬葵 役[39]
- ILLUMINUS「花嫁は雨の旋律」（2022年4月6日 - 10日、新馬場・六行会ホール） - 飯野玲子 役[40]
- ILLUMINUS「純血の女王」（2022年5月29日 - 6月5日、新馬場・六行会ホール） - バーバラ 役[41][42]
- UDA☆MAP「袴DE☆アンビシャス! 2022」（2022年7月13日 - 18日、池袋・シアターグリーンBIG TREE THEATER） - 風座車サジコ 役 [43]
- 合同会社アドアド『エターナルメロディ～終わらない歌を少女はうたう～』（2022年8月11日 - 14日、コフレリオ新宿シアター）[44]
  - 「いつか出会う歌」 - 柏木空 役
  - 「はじまりの歌」 - 真野美雪 役
- NakatsuruBoulevardTokyo「Vanity」（2022年10月26日 - 31日、恵比寿・シアターアルファ東京） - 梶浦麗美 役[45]
- ILLUMINUS「イリス・ノワール -焔罪のミサ-」エトワール（2023年6月10日 - 18日、六行会ホール） - シターラ 役
- 「東京やかんランド vol.4新星組~幕末薬缶見廻隊~」（2023年12月5日、神田明神ホール）-お葉 役[46]
- BE WOOD LIVE『密室』「ハコの中身」（2024年9月6日 - 8日、ステージカフェ 下北沢亭） - ククラ 役[47]
- レヴェリースケニック「花のカンタービレ」（麗⼦） （2024年12⽉18日 - 22日、新宿村LIVE）− 麗子 役[48]
- イルカ団!!「アルセーヌ・ルパン!!!『et CLARISSE!!』」 （2025年1⽉22日 - 2月2日、ウッディシアター中目黒） - クロエ 役[49]
- ILLUMINUS「咲⼥花劇『結ぶ⼿、けせらと咲き乱れ、』」 （2025年2⽉26⽇ - 3⽉2⽇、六行会ホール） - 錆川みこ 役[50]
- Daisy times produce 朗読劇 「ハナコトバ -朗- spring bouquet」（2025年4月15日 - 20日、 オメガ東京） - 福士 奏 役（通常公演）、聖川 美来 役（シャッフル公演）[51]
- Studio K'z「スーパーマンガ大戦 THE NEXT[52]」（2025年6月25日 - 29日、シアター風姿花伝） - 吉田バズーカ 役[53]

### イベント出演
- ポップアップカフェ｢Leafy Coffee｣vol.1開催（2024年6月2日、コーヴコーヒーロースターズ）[54]
- ポップアップカフェ｢Leafy Coffee｣vol.2開催（2025年5月11日、コーヴコーヒーロースターズ）
- ファンミーティング「HAZUKI TOMOKO fan meetingちょも〜めんと！」開催（2024年12月7日、五反田G+、2部制）[55][56]
- Hisshigumi Project 『Girls Party Vol.1』（2025年4月20日、大塚ドリームシアター、3部制）[57]

### ネット配信
- アリスインプロジェクト『ドナーイレブン&秋フェスオンライン』（2020年10月3日 - 10日、ZAIKO）[58]
  - オンライン心理バトル「ドナーイレブン」～リモートコンサルテーション～（2020年10月3日）
  - 「舞台上映&キャストトーク」（2020年10月3日）
  - 「アイガク・バトラーズ」6vs6オンライン学園バトル（2020年10月10日）
  - 「アイガク・ライブ」オンライン学園バラエティ（2020年10月10日）
- アリスインプロジェクト『アイガク! 冬フェス・オンライン』（2020年12月18日 - 30日、ZAIKO）[59]
  - 6vs6の真剣バトル「アイガク・バトラーズ」（2020年12月19日、26日）
  - おなじみ学園バラエティ「アイガク・ライブ」（2020年12月19日、26日）
- アリスインプロジェクト『アイガク2021&デッドリー永遠フェス』（2021年2月26日 - 3月21日、ZAIKO）[60]
  - 「デッドリー永遠・大百科」（2021年2月27日）
  - 2チーム対抗戦の真剣バトル 「アイガク・バトラーズ」（2021年3月19日 - 21日）
- アリスインプロジェクト『アイガク! バトラーズ&ストーリーズ』「アイガク・バトラーズ」（2021年5月15日、ZAIKO）[61]
- アリスインプロジェクト『ハリウッドフリンジ演劇祭 (en:Hollywood Fringe Festival) 2021』「HANABI」（2021年8月22日） - KUKI 役[62]